# Mittelalterliche Bibliothekskataloge Österreichs
Mittelalterliche Bibliothekskataloge Österreichs ist eine Quellenausgabe, die von 1915 bis 1971 in Wien in fünf Bänden erschien und von der Österreichischen Akademie der Wissenschaften herausgegeben wurde. Sie ist das Schwesterprojekt zu: Mittelalterliche Bibliothekskataloge Deutschlands und der Schweiz.
Sie enthält im Mittelalter niedergeschriebene (meist lateinische) Kataloge von Bibliotheken, insbesondere von Klöstern.

## Bände
- Bd. 1: Niederösterreich. Bearbeitet von Theodor Gottlieb, 1915 (online, online); Nachtrag Bücherverzeichnisse in Korneuburger, Tullner und Wiener Neustädter Testamenten. Bearbeitet von Paul Uiblein, 1969.
- Bd. 2: Niederösterreich. Register zum 1. Bd. Bearbeitet von Arthur Goldmann, 1929 (online).
- Bd. 3: Steiermark. Bearbeitet von Gerlinde Möser-Mersky, 1961.
- Bd. 4: Salzburg. Bearbeitet von Gerlinde Möser-Mersky und Melanie Mihaliuk, 1966.
- Bd. 5: Oberösterreich. Bearbeitet von Herbert Paulhart, 1971.